# Tenshi na konamaiki
Tenshi na konamaiki (天使な小生意気?) conosciuto anche con il titolo statunitense Cheeky Angel, è uno manga shōnen realizzato da Hiroyuki Nishimori e serializzato originariamente su Weekly Shōnen Sunday dal 1999 al 2003 e raccolto in 20 tankōbon. Della serie è stato realizzato anche un anime di 50 episodi trasmesso dal 6 aprile 2002 al 29 marzo 2003.

## Trama
Tratta le vicende di una ragazza quindicenne di nome Megumi Amatsuka, bellissima e molto popolare anche se è un maschiaccio. Ciò è dovuto al fatto che lei in precedenza era un ragazzo che, per un sortilegio lanciato dallo spirito di un libro stregato somigliante al personaggio di Pierrot, è stato tramutato in femmina, o almeno ne è convinta, sebbene nessuno le creda a parte la sua migliore amica Miki Hanakin.

## Personaggi
Megumi Amatsuka (天使 恵?, Amatsuka Megumi)
Doppiata da: Megumi Hayashibara
Megumi è una liceale molto attraente che, tuttavia, è caratterizzata da un carattere tipicamente maschiaccio. Originariamente era un ragazzino un po' teppistello che bazzicava per le strade per fare a botte con chiunque. Dopo avere salvato un vecchietto da un gruppetto di attaccabrighe riceve da questo un libro il cui guardiano, per un "equivoco", lo trasforma in una femmina. Nonostante questo cambiamento conserva ancora il suo carattere un po' brusco e le sue abilità di combattimento, che usa molto spesso, attirando così il "Club per la Protezione di Megu-chan", un gruppo di suoi ammiratori disadattati. Nessun altro sa che era un ragazzo trasformato in una ragazza, e inizialmente solo la sua migliore amica, Miki, sapeva del suo segreto, essendo presente quel fatidico giorno, ma in seguito anche il Club ne viene a conoscenza. Di tutti i ragazzi del liceo Furinkan l'unico che sembra avere qualche speranza è Genzo Soga, per via della sua impareggiabile volontà di fare di tutto per dimostrare tutto sé stesso a Megumi. Un maschiaccio con un grande cuore, se mostra inavvertitamente un minimo di affetto verso qualcuno è molto veloce a negare tutto. Alla fine del manga viene rivelato che era sempre stata una ragazza. In realtà avrebbe voluto essere un ragazzo, perché quando era piccola, pur essendo più forte di Genzo, lui si feriva sempre per proteggerla, dicendo che era il dovere di un uomo proteggere una donna, e così lei voleva proteggere Miki da qualsiasi percossa. Alla fine si confessa a Genzo, alla fine della serie, e lo bacia.
Miki Hanakain (花華院 美木?, Hanakain Miki)
Doppiata da: Makiko Ohmoto
Miki è l'amica d'infanzia di Megumi e farebbe di tutto per aiutarla. È l'unica a ricordare la vecchia identità di Megumi e il momento della sua trasformazione. Fa tutto il possibile per rendere Megumi un po' più femminile e arriva persino a minacciarla di interrompere la loro amicizia se si fosse tagliata i capelli. Miki è molto fedele a Megumi ed è stata al suo fianco dal pre-scuola, finendo addirittura per accettare un matrimonio combinato per poter andare alla stessa scuola superiore di Megumi.

## Episodi anime
| Nº | Giapponese 「Kanji」 - Rōmaji | In onda           | In onda |
| Nº | Giapponese 「Kanji」 - Rōmaji | Giapponese        |         |
| 1  | 「出会いはフルスピード 天使は♂or♀」 - Deai wa furu supiido • Tenshi wa Otoko or Onna?                                                            | 6 aprile 2002     |         |
| 2  | 「どうしたんだい？マイエンジェル！」 - Dōshitan dai? Mai Enjieru!                                                                                | 13 aprile 2002    |         |
| 3  | 「コレが敵を一撃で倒す男の手だ！」 - Kore ga teki wo ichigeki de taosu otoko no te da!                                                           | 20 aprile 2002    |         |
| 4  | 「天使が空から舞い降りた・・・」 - Tenshi ga sora kara maiorita...                                                                               | 27 aprile 2002    |         |
| 5  | 「お前好きだ！お前も好きだ！！」 - Omae suki da! Omae mo suki da!!                                                                               | 4 maggio 2002     |         |
| 6  | 「迫ってみようぜ！彼女の神秘に？！」 - Sematte miyō ze! Kanojo no shinpi ni?!                                                                    | 11 maggio 2002    |         |
| 7  | 「俺が女になってやる！！？」 - Ore ga Onna ni Natte Yaru!!?                                                                                      | 18 maggio 2002    |         |
| 8  | 「ムカつく奴だな 正義男(バカ)小林！」 - Mukatsuku Yatsu da na · Seigi Baka Kobayashi                                                             | 25 maggio 2002    |         |
| 9  | 「魔本だ！！めぐが男になるなんてヤダー！！」 - Ma Hon da!! Megu ga Otoko ni Naru Nante Yadaa!!                                                   | 1º giugno 2002    |         |
| 10 | 「叩きつぶせ！小悪魔の呪い！」 - Tatakitsubuse! Ko Akuma no Noroi!!                                                                              | 15 giugno 2002    |         |
| 11 | 「デェトだメグ、見せてやるぜすごい男を」 - Deto da Megu, misete yaruze sugoi otoko wo                                                            | 22 giugno 2002    |         |
| 12 | 「ヤッパ！俺は呪われてるんだ～！！」 - Yappa! Ore wa norowareterun da～！！                                                                      | 29 giugno 2002    |         |
| 13 | 「なぜか大阪！？夢見る少女は大ドロボー！？」 - Nazeka Oosaka!? Yumemiru shōjo wa daidoroboー！？                                                 | 6 luglio 2002     |         |
| 14 | 「白い太モモにはさまれて死にて～！！」 - Shiroi futamomo ni hasamarete shinite～!!                                                               | 13 luglio 2002    |         |
| 15 | 「魔法使いのジジーに会えるぜ！」 - Mahōtsukai no jijii ni aeruze!                                                                                | 20 luglio 2002    |         |
| 16 | 「オレの弱点を突くな！巨大ザリガニ釣り」 - Ore no jakuten wo tsukuna! Kyodai zarigani tsuri                                                      | 27 luglio 2002    |         |
| 17 | 「最悪の奴が来た！桂子様登場！！」 - Saiaku no yatsu ga kita! Keiko-sama tōjō!!                                                                  | 3 agosto 2002     |         |
| 18 | 「男の対決！武士と普通？！」 - Otoko no taiketsu! Bushi to futsū?                                                                                | 10 agosto 2002    |         |
| 19 | 「恵ＶＳ桂子！私が強い男を育てる！！」 - Megumi VS Keiko! Watashi ga tsuyoi otoko wo sodateru!!                                                  | 17 agosto 2002    |         |
| 20 | 「美木に許婚！？俺が必ず守ってみせる!」 - Miki ni iinazuke? Ore ga kanarazu mamotte miseru!                                                      | 24 agosto 2002    |         |
| 21 | 「婚約妨害作戦！二枚舌野郎にゃ美木はやらん！！」 - Konyakubōgai sakusen! Nimaijita yarō nya Miki wa yaran!!                                      | 30 agosto 2002    |         |
| 22 | 「名誉も権力もぶっとべ！これが愛の力だ！！」 - Meiyo mo kenryoku mo buttobe! Kore ga ai no chikara da!!                                          | 7 settembre 2002  |         |
| 23 | 「男ならいるゾ！母、感動の面接テスト！」 - Otoko nara iruzo! Haha, kandō no mensetsu tesuto!                                                     | 14 settembre 2002 |         |
| 24 | 「蘇我の女？可愛い足でやっつけちゃうヨ！」 - Soga no onna? Kawaii ashi de yattsukechau yo!                                                       | 21 settembre 2002 |         |
| 25 | 「女の敵・源造！？頬の傷は一体なんだ～！」 - Onna no teki, Genzō!? Hō no kizu wa ittai nan da～!                                                 | 28 settembre 2002 |         |
| 26 | 「俺を抱きしめるな！雪花って誰だ！？」 - Ore wo dakishimeruna! Setsuka tte dare da～!?                                                           | 5 ottobre 2002    |         |
| 27 | 「キスだ！？俺の魔法は解けるんだ！」 - Kisu da!? Ore no mahō wa tokerun da!                                                                      | 12 ottobre 2002   |         |
| 28 | 「俺は男に戻んだゾ！男勝負だ！！」 - Ore wa otoko ni modorun da zo! Otoko shōbu da～!!                                                           | 19 ottobre 2002   |         |
| 29 | 「チカン野郎、カワイイめぐがやっつけてやる!」 - Chikan yarō, kawaii Megu ga yattsukete yaru!                                                     | 26 ottobre 2002   |         |
| 30 | 「祟りか呪いか！？やるじゃんか源造！」 - Tatari ka noroi ka!? Yaru janka Genzō!                                                                  | 2 novembre 2002   |         |
| 31 | 「密室のメグ！男はみんな不安のカタマリだ～！」 - Misshitsu no Megu! Otoko wa minna fuan no katamari da～!                                        | 9 novembre 2002   |         |
| 32 | 「桂子がホレた女の子！オ、オレか～！」 - Keiko ga horeta onna no ko! O, ore ga～!                                                                | 16 novembre 2002  |         |
| 33 | 「小悪魔の魔法に勝つか！？変態パワー！」 - Koakuma no mahō ni katsu ka!? Hentai pawaa!                                                           | 23 novembre 2002  |         |
| 34 | 「必見・恵のエプロン姿！！料理対決だ！」 - Hikken – Megumi no eparon sugata!! Ryōri taiketsu da!                                                 | 30 novembre 2002  |         |
| 35 | 「源造、逃げられないゾ！セップクだ～！！」 - Genzō, nigerarenai zo! Seppuku da～!!                                                               | 7 dicembre 2002   |         |
| 36 | 「浴衣姿のメグちゃん、何で逃げるの～」 - Yukatasugata no Megu-chan, nande nigeru no～                                                            | 14 dicembre 2002  |         |
| 37 | 「大和撫子杯1 運命のパートナーは誰だ！？藤木、鷹を見る」 - Yamato Nadeshiko hai 1: Unmei no paatonaa wa dare da!? Fujiki, taka wo miru.          | 21 dicembre 2002  |         |
| 38 | 「ボクサーパンチが何だ！華麗に舞うメグ！」 - Yamato Nadeshiko hai 2: Bokusaa panchi ga nani da! Karei ni mau Megu!                               | 4 gennaio 2003    |         |
| 39 | 「大和撫子杯３ !恵VS桂子 幽霊バトルだ～！」 - Yamato Nadeshiko hai 3 Megumi VS Keiko Yūrei batoru da～!                                          | 11 gennaio 2003   |         |
| 40 | 「大和撫子杯４ 柳沢の逆襲 大丈夫、俺女じゃないから‥」 - Yamato Nadeshiko hai 4 Yanagisawa no gyakushū daijōbu, ore onna janaikara‥               | 18 gennaio 2003   |         |
| 41 | 「大和撫子杯５ 美木怒る 何が男よ、恵のバカー！」 - Yamato Nadeshiko hai 5: Miki okoru. Nani ga otoko yo, Megumi no bakaa!                        | 25 gennaio 2003   |         |
| 42 | 「大和撫子杯 ６俺は強いぜ、泣いたふたりクラッシュで決着だ～！」 - Yamato Nadeshiko hai 6 Ore wa tsuyoize, naita furi kurasshu de ketchaku da～！ | 1º febbraio 2003  |         |
| 43 | 「王子様とデート！？メグがお姫様～！？」 - Oujisama to deeto!? Megu ga ohimesama～!?                                                             | 8 febbraio 2003   |         |
| 44 | 「カッパカッパ藤木！？真夏の海に人魚を見た！」 - Kappa kappa Fujiki!? Manatsu no umi ni ningyo wo mita!                                          | 15 febbraio 2003  |         |
| 45 | 「石割り武士、美木が欲しけりゃ俺を倒してけ！」 - Ishiwari bushi, Miki wa hoshikerya ore wo taoshite ke!                                          | 23 febbraio 2003  |         |
| 46 | 「修学旅行だ！告白だ！ラブコメ武士だ？」 - Shūgaku ryokō da! Kokuhaku da! Rabukome bushi da～?! −！                                              | 1º marzo 2003     |         |
| 47 | 「俺は美木の王子様ダ！行くぞ源造馬（シルバー）～！！」 - Ore wa Miki no Oujisama da! Ikuzo Genzōba (Shirubaa) ～!!                               | 8 marzo 2003      |         |
| 48 | 「岳山ゲーム開始！藤木『愛』のバクハツだ～！！」 - Gakusan geemu kaishi! Fujiki 『ai』no bakuhatsu da～!! 3/15                                   | 15 marzo 2003     |         |
| 49 | 「囚われた美木の心に届け、石割り力（パワー）！！」 - Torawareta Miki no kokoro ni todoke, ishiwari chikara (pawaa)!!                             | 22 marzo 2003     |         |
| 50 | 「KISS 魔法が解けるゾ！天使は♂or♀？」 - KISS Mahō ga tokeru zo! Tenshi wa ♂or♀? KISS                                                             | 29 marzo 2003     |         |